# Serveur sans état
 (septembre 2013).
Si vous disposez d'ouvrages ou d'articles de référence ou si vous connaissez des sites web de qualité traitant du thème abordé ici, merci de compléter l'article en donnant les références utiles à sa vérifiabilité et en les liant à la section « Notes et références ».
Un serveur sans état est un serveur qui traite chaque requête de façon indépendante, sans relation avec les requêtes précédentes. Il s'appuie sur un protocole sans état qui contient au minimum le format de la requête en entrée et le format de la réponse en sortie.
Les protocoles HTTP et IP sont des exemples de protocoles sans état.